# M級輕巡洋艦
M級輕巡洋艦（德語：M-Klasse Leichter Kreuzer）是一款納粹德國海軍在第二次世界大戰前所規劃，但從未建造的輕巡洋艦艦級。本級艦的設計目的是在大西洋海域上對盟軍的商業船團進行騷擾；前四艘同級艦的設計中存在諸多問題，因此第五艘與第六艘同級艦被徹底重新設計。
M級輕巡洋艦的艦級名稱來自一號艦的預訂艦名；由於計畫未完成，本級艦的所有艦艇均未命名，因此德軍按照各艦的規劃年份，以拉丁字母依序為其編碼。本級艦的首艦將是德軍所規劃的第十三艘巡洋艦，因此在海軍文件中被編為「M號巡洋艦」。反之，倘若本級艦的任何一艘艦艇建造完成，則艦級名稱將會以第一艘完成的巡洋艦命名。

## 設計與取消
M級輕巡洋艦是《Z計畫》下的造艦項目之一，其設計旨在為負責攻擊商業船團的艦隊提供偵察支援。本級艦的設計作業始於1936年，設計思維以長程偵查行動為導向。與早期巡航距離不足的設計相比，本級艦有著長足的進步。然而，德國海軍對本級艦所提出的要求包括極高的最大速度與巡航速度、遠洋巡航能力、裝備重型武裝、裝甲能夠抵擋150毫米艦炮的射擊，而且在達成上述所有條件的同時艦體排水量不得超過8,000噸；設計團隊認為這些要求不可能同時達成。1937年7月，納粹德國海軍總司令（Oberbefehlshaber der Marine）要求海軍設計團隊與民營造船廠各自提交設計案。所有民營造船廠的提案均不可行，因此最終仍由海軍設計團隊所提交的官方版本雀屏中選。
M級輕巡洋艦的最後兩艘同級艦Q號與R號輕巡洋艦初始設計分別借镜同時期法國的拉加利索尼埃級巡洋艦與英國的鎮級巡洋艦。M級輕巡洋艦的側面裝甲佈局明顯受到英國鎮級巡洋艦設計的影響。但在設計過程中，这两种設計的許多嚴重的瑕疵與缺陷逐漸浮現，其中包括主炮與防空武裝火力不足，裝甲厚度也略嫌不足。甲板裝甲的層級化設計浪費了許多空間，因此被視為不切實際。推進系統的佈局也存在許多問題；兩具渦輪引擎均設於同一間引擎室內，因此只要其中一具毀損，另一具就很有可能會失效。以遠洋巡洋艦的標準而言，艦上的乘員空間也不太足夠。為了解決這些問題，两艦的設計后被大幅翻新；
M號輕巡洋艦的建造合約由位於基爾的德意志造船廠獲得，建造工程代號為第263號；二號艦N號則由位於威廉港的威廉港戰爭海軍造船廠負責建造，工程代號為第129號。三號艦O號由位於基爾的弗里德里希·克虜伯日耳曼尼亞船廠承造，工程代號為第606號，但其建造合約於1939年8月8日移轉予威廉港戰爭海軍造船廠。四號艦P號同樣由弗里德里希·克虜伯日耳曼尼亞船廠承造，工程代號為第607號。五號艦Q號由位於格但斯克的希肖船廠建造，六號艦R號再次由德意志造船廠負責。僅M號與N號於1938年鋪設龍骨，但後續的建造作業分別於1939年9月19日和21日中止。兩艘艦的艦體均於建造中止後不久被拆解。

## 設計

### 概述
M級輕巡洋艦的前四艘同級艦，也就是M號、N號、O號與P號輕巡洋艦的水線艦體長度為178公尺，整體全長則為183公尺；全寬為17公尺，標準吃水深度為5.42公尺，前艦體吃水深度為7.25公尺，後艦體則為6.03公尺。計畫中，這些輕巡洋艦的標準排水量為8,500噸，但正常裝載下為7,800噸，滿載排水量則為10,400噸。艦上官兵共計920人，其中包含28名軍官與892名人員。艦上可搭載一艘巡邏艇與一具彈射器。
後兩艘同級艦Q號與R號輕巡洋艦是前四艘的放大版本，其水線艦體長度為188公尺，整體全長則達196公尺；艦體全寬為18公尺，不過吃水深度下降至5.4公尺。這兩艘艦的標準排水量為9,300噸，正常裝載的情形下則為8,568噸。所有六艘艦的艦體均為鋼製，且高達85%的接合部分是以焊接完成的。艦身設計中包含15間水密隔艙，且78%的艦體面積為雙層底板設計。
M級輕巡洋艦的所有艦隻都使用兩組弗里德里希·克虜伯日耳曼尼亞船廠製造的布朗式、波佛利式或華格納式渦輪組，以及四具MAN歐洲股份公司生產的複動式12汽缸兩衝程柴油引擎。不過，Q號與R號另裝有額外的四具柴油引擎，使其總引擎數來到八具。渦輪組由四組華格納式超高壓鍋爐驅動，可輸出58氣壓的壓力。推進系統帶動三支傳動軸，但設計團隊曾考慮為Q號與R號加增第四支傳動軸。艦上的電力由四具發電機供應，其在運作功率2,400千瓦時可輸出220伏特的電力。

### 武裝與裝甲
M級輕巡洋艦的所有同級艦均搭載相同的武裝組。主要武裝為裝載於四座雙聯裝炮塔的SK C/28 150毫米55倍徑艦炮，總攜彈量為960發砲彈，每門砲可使用120發。150毫米艦炮所使用的Drh L. C/34炮塔與俾斯麥級戰艦以及沙恩霍斯特級戰鬥巡洋艦上的副炮炮塔是同一款。該炮塔的最大俯角為-10度，最大仰角則為+40度；這使主炮的最大射程達到22,000公尺。主炮的射擊速率約為每分鐘6發，炮口初速為每秒875公尺。主砲砲彈使用兩種推進裝藥，分別為重14.15公斤的RPC/38前裝藥與重23.5（52磅）公斤的主裝藥，兩者均裝載於銅製彈殼內。
M級輕巡洋艦搭載四門裝載於兩具雙聯裝炮塔的88毫米76倍徑防空炮，設於上層艦體結構的後方。88毫米炮配有1,600發彈藥，每門砲可分得400發；其射擊速率為每分鐘15至20發，炮口初速達到每秒950公尺，可上升至+80度的最大仰角，交火範圍為飛行高度12,400公尺以下的飛機。此外，艦上還配有八門裝載於四具雙聯裝炮塔的37毫米防空炮，設於上層艦體中央；其備彈9,600發。防空武裝還包含了四門20毫米機炮，每門砲有2,000發的彈藥供給。此外，艦上還載有八具甲板魚雷發射管，以及60枚左右的水雷。
計畫中的M級艦將會以克魯伯沃頓式堅質裝甲板作為主要裝甲防護。本級艦的甲板裝甲厚20毫米。司令塔塔頂裝甲為50毫米，側面則為100毫米厚。水線裝甲帶的艦身中央重要部分內層裝甲厚50毫米，並往逐漸遞減至艦艏與艦艉的零裝甲。艦身中央的外層裝甲厚30毫米，不過其厚度同樣往艦艏與艦艉兩側逐漸遞減。與先前的紐倫堡輕巡洋艦相同，M級艦的主砲砲塔僅有少許裝甲保護。炮塔側面裝甲為35毫米厚，正面裝甲為80毫米厚，塔頂裝甲的厚度則不一而足，介於20至35毫米之間。炮座裝甲為60毫米厚。

## 腳註
1. ↑  Zabecki, p. 901
2. 1 2 3 4 5 6 7 8  Gröner, p. 124
3. ↑  Gröner, pp. 124–125
4. 1 2 3  Gröner, p. 125
5. ↑  Gardiner & Chesneau, p. 232
6. ↑  DiGiulian, Tony. . Navweaps.com. 20 November 2008  [2 June 2009]. （原始内容存档于2009-07-21）.
7. ↑  DiGiulian, Tony. . Navweaps.com. 11 February 2007  [2 June 2009]. （原始内容存档于2009-06-05）.
8. ↑  Gröner, p. 122